# Kazimierz Bartoszewski
Kazimierz Bartoszewski herbu Zadora – starosta kaniowski w 1717 roku, chorąży husarski.